# كأس ويلز 1979–80
كأس ويلز 1979–80 (بالإنجليزية: 1979–80 Welsh Cup)‏ هو موسم من كأس ويلز. فاز فيه نيوبورت كونتي.